# Грегоріо Фонсека
Грегоріо Фонсека (ісп. Gregorio Fonseca, нар. 26 листопада 1965, Ла-Сека) — іспанський футболіст, що грав на позиції нападника, зокрема за національну збірну Іспанії.

## Клубна кар'єра
У дорослому футболі дебютував 1983 року виступами за команду «Реал Вальядолід», в якій провів три сезони, взявши участь у 22 матчах чемпіонату. Протягом 1986—1987 років на правах орнеди грав за «Малага», після чого повернувся до «Вальядоліда», де вже отримав постійне місце в основному складі.
Згодом у 1992–1995 роках грав за «Еспаньйол» та «Альбасете», після чого повернувся до команди «Реал Вальядолід», де і провів останній сезон своєї кар'єри.

## Виступи за збірну
1992 року провів 4 матчі у складі національної збірної Іспанії, забивши один гол.